# Ascanio Parisani
Ascanio Parisani (né à Tolentino, dans l'actuelle région des Marches, alors dans les États pontificaux et mort le 3 avril 1549 à Rome) est un cardinal italien du XVIe siècle.

## Biographie
Ascanio Parisani est chanoine du chapitre de Cesena. Il est nommé évêque de Cajazzo en 1528 et transféré au diocèse de Rimini en 1529. Il est chanoine, magister domus et trésorier général du chapitre de Pise, abbé commendataire de l'abbaye de la Sainte-Vierge à Tongres, chanoine de l'église de Saint-Denis, chanoine de l'église de Saint-Servais à Utrecht, abbé commendataire de S. Lorenzo de San Severino et de Sainte-Marie de Rambona, dans le diocèse de Camerino.
Il est créé cardinal par le pape Paul III lors du consistoire du 19 décembre 1539. En 1540-1541 il est administrateur apostolique de Muro Lucano.
Le cardinal Parisani est légat apostolique en Ombrie et à Pérouse de 1542 à 1545, légat auprès de l'empereur en 1545-1547 et légat à Campiglia Marittima.